# Horní Heřmanice (zámek)
Zámek Horní Heřmanice se nacházel v krajinném parku na okraji vsi nad Heřmanickým potokem. V osmdesátých letech 20. století byl zbořen. Zámek s parkem je kulturní památkou ČR.

## Historie
V roce 1819 vesnici získal Johann Görblich (Gerblich), v jehož rodině velkostatek zůstal do roku 1945. Gerblichové zde nechali původní skromnou obytnou budovu ležící naproti rozsáhlé hospodářské části dvora kolem roku 1835 přestavět na menší klasicistní zámek. Po roce 1945 se stal velkostatek majetkem Státního statku Jeseník. Zámek byl k 31. prosinci 1984 zbořen, prohlášení za nemovitou kulturní památku nebylo zrušeno.

## Popis
Patrová obdélná budova o sedmi osách s mansardovou střechou krytou břidlicí. Hlavní průčelí zdobil plochý jednoosý střední ryzalit zakončený nízkým trojúhelníkovým štítem s reliéfním erbem v tympanonu. V přízemí rizalitu byl prolomen vstup se stlačeným obloukem a náběžní římsou. V prvním patře byla okna s půlkruhovým obloukem, která byla později vyměněna za nižší obdélná, se šambránou a profilovanou archivoltou. Rizalit obíhala oblouková římsa. Pod štítem byl nápis Johann Gerblich 1835. Přízemní část zdobila pásová bosáž. Ústřední prostor se schodištěm a postranní místnosti byly zčásti zaklenuté, zčásti plochostropé.
Po demolici objektu zůstala torza hospodářských objektů.